# Phoroncidia fumosa
Phoroncidia fumosa är en spindelart som först beskrevs av Hercule Nicolet 1849.  Phoroncidia fumosa ingår i släktet Phoroncidia och familjen klotspindlar. Inga underarter finns listade i Catalogue of Life.